# Tenuiphantes leprosoides
Tenuiphantes leprosoides är en spindelart som först beskrevs av Schmidt 1975.  Tenuiphantes leprosoides ingår i släktet Tenuiphantes och familjen täckvävarspindlar.
Artens utbredningsområde är Kanarieöarna. Inga underarter finns listade i Catalogue of Life.